# Борджало
Борджа̀ло (на италиански: Borgiallo; на пиемонтски: Borgial, Борджал) е село и община в Метрополен град Торино, регион Пиемонт, Северна Италия. Разположено е на 540 m надморска височина. Към 1 януари 2020 г. населението на общината е 597 души, от които 88 са чужди граждани.